# Презентационен софтуер
Презентационен софтуер е вид приложен софтуер, предназначен за създаване и визуализиране на презентации, т.е. информация във вид на слайдшоу. Софтуерните презентации са се превърнали в неотменна част от обучението (електронно, дистанционно и присъствено), бизнес комуникацията, академичните конференции, професионалните представяния, политическата комуникация, медиите и като цяло в условията на икономика, базирана на знанието, където идеите са основният резултат от работния процес.
Съвременните конферентни зали и стаи за бизнес срещи често са оборудвани с устройства за презентиране като портативни или инсталирани на тавана на помещението проектор (биймър), интерактивна дъска, лазерна показалка (пойнтър), микрофон.
Основни функционалности, които съвременните презентационни приложения съдържат, са:
- менюта за дефиниране на цялостния облик (дизайн, тема) на презентацията и отделните видове слайдове (екрани);
- менюта за въвеждане и форматиране на текст;
- менюта за въвеждане и обработване на изображения и мултимедия – снимки, графики, диаграми, формули, аудио, видео;
- менюта за анимиране на текстови, графични и мултимедийни обекти;
- менюта за интерактивен и анимиран преход между слайдовете;
- презентационен режим за представяне пред публика на завършения презентационен продукт.

Презентационните приложения могат да се настроят да изпращат един и същ – или различен – сигнал към проектора за показване на аудиторията и към дисплея на компютъра (лаптопа) за ползване от презентатора. Има:
- режим на презентиране пред публика – слайдът заема максимално площта на екрана, без други елементи от презентационния софтуер или операционната система; презентацията визуално подпомага разбирането, особено когато публиката не чува или не разбира добре вербалния компонент.
- режим за лектора – служи му като помощно средство, на площта на екрана се визуализират съпътстващи презентацията бележки на лектора, преглед на текущия и следващия слайд, които остават невидими за публиката.

## Приложения
Свободен презентационен софтуер
Beamer, Calligra Stage, MagicPoint, OpenOffice.org Impress, LibreOffice Impress, NeoOffice, Powerdot, Simple Slides, Tech Talk PSE
Безплатен софтуер (freeware)
IBM Lotus Symphony Presentations, PowerPoint Viewer, SoftMaker FreeOffice Presentations
Комерсиален софтуер
Adobe Acrobat, Corel Presentations, IBM Lotus Freelance Graphics, Microsoft PowerPoint, SoftMaker Presentations
Уеб приложения
Apple Keynote, Brainshark, Docstoc, Google Slides, Lucidchart, Mentimeter, Prezi, Scribd, SlideRocket, SlideShare, Sway, wePapers